# Tru Blu Entertainment
Tru Blu Entertainment Pty. Ltd. ist ein australischer Publisher von Videospielen und Tochtergesellschaft von Home Entertainment Suppliers, das seine Titel vertreibt. Das Unternehmen wurde 1999 gegründet. Sein erster Titel war 2003 das von Sidhe Interactive entwickelte Rugby League, welches für Microsoft Windows, PlayStation 2 und Xbox veröffentlicht wurde. Tru Blu Entertainment ist auf Sporttitel spezialisiert und hat eine Reihe von Rugby-League-, Australian-Rules-Football-, Cricket- und Pferderenn-Titeln herausgebracht.

## Entwickelte Spiele
| Jahr | Spiel | Entwickler            | Plattform(en)                                                       |
| ---- | --- | --------------------- | ------------------------------------------------------------------- |
| 2003 | Rugby League - NRL Rugby LeagueAU - Stacy Jones Rugby LeagueNZ - Super League Rugby LeagueUK                                                                                                | Sidhe Interactive     | Microsoft Windows, PlayStation 2, Xbox                              |
| 2005 | Rugby League 2 | Sidhe Interactive     | Microsoft Windows, PlayStation 2, Xbox                              |
| 2006 | Melbourne Cup Challenge | Sidhe Interactive     | Microsoft Windows, PlayStation 2, Xbox                              |
| 2008 | Rugby League 2: World Cup Edition | Sidhe Interactive     | PlayStation 2                                                       |
| 2009 | AFL Mascot Manor | Wicked Witch Software | Nintendo DS                                                         |
| 2009 | NRL Mascot Mania | Wicked Witch Software | Nintendo DS                                                         |
| 2009 | AFL Challenge | Wicked Witch Software | PlayStation Portable                                                |
| 2009 | Rugby League Challenge | Wicked Witch Software | PlayStation Portable                                                |
| 2010 | Rugby League 3 | Sidhe Interactive     | Wii                                                                 |
| 2010 | Rugby League Live | Big Ant Studios       | Microsoft Windows, PlayStation 3, Xbox 360                          |
| 2011 | AFL Live | Big Ant Studios       | Microsoft Windows, PlayStation 3, Xbox 360                          |
| 2011 | AFL | Wicked Witch Software | Wii                                                                 |
| 2011 | Rugby Challenge - Jonah Lomu Rugby ChallengeEUR - All Blacks Rugby ChallengeNZ - Wallabies Rugby ChallengeAU                                                                                | Sidhe Interactive     | Microsoft Windows, PlayStation 3, Xbox 360, PlayStation Vita        |
| 2011 | AFL: Gold Edition | Wicked Witch Software | iOS                                                                 |
| 2012 | Rugby League Live 2 | Big Ant Studios       | PlayStation 3, Xbox 360, iOS                                        |
| 2013 | Rugby League Live 2: World Cup Edition | Big Ant Studios       | PlayStation 3, Xbox 360, iOS                                        |
| 2013 | Rugby Challenge 2: The Lions Tour Edition - All Blacks Rugby Challenge 2: The Lions Tour EditionNZ - Wallabies Rugby Challenge 2: The Lions Tour EditionAU - Jonah Lomu Rugby Challenge 2FR | Sidhe Interactive     | Microsoft Windows, PlayStation 3, Xbox 360                          |
| 2013 | AFL Live 2 | Wicked Witch Software | PlayStation 3, Xbox 360                                             |
| 2014 | Don Bradman Cricket 14 | Big Ant Studios       | Microsoft Windows, PlayStation 3, PlayStation 4, Xbox 360, Xbox One |
| 2015 | Rugby League Live 3 | Big Ant Studios       | Microsoft Windows, PlayStation 3, PlayStation 4, Xbox 360, Xbox One |
| 2016 | Rugby Challenge 3 | Wicked Witch Software | Microsoft Windows, PlayStation 3, PlayStation 4, Xbox 360, Xbox One |
| 2016 | Don Bradman Cricket 17 | Big Ant Studios       | Microsoft Windows, PlayStation 4, Xbox One                          |
| 2017 | AFL Evolution | Wicked Witch Software | Microsoft Windows, PlayStation 4, Xbox One                          |
| 2017 | Rugby League Live 4 | Big Ant Studios       | Microsoft Windows, PlayStation 4, Xbox One                          |
| 2018 | AFL Evolution – 2018 Season Pack | Wicked Witch Software | Microsoft Windows, PlayStation 4, Xbox One                          |
| 2019 | Phar Lap: Horse Racing Challenge | PikPok                | PlayStation 4, Xbox One                                             |
| 2020 | AFL Evolution 2 | Wicked Witch Software | Microsoft Windows, Nintendo Switch, PlayStation 4, Xbox One         |
| 2020 | Rugby Challenge 4 | Wicked Witch Software | Microsoft Windows, Nintendo Switch, PlayStation 4, Xbox One         |